# Charlene Mitchell

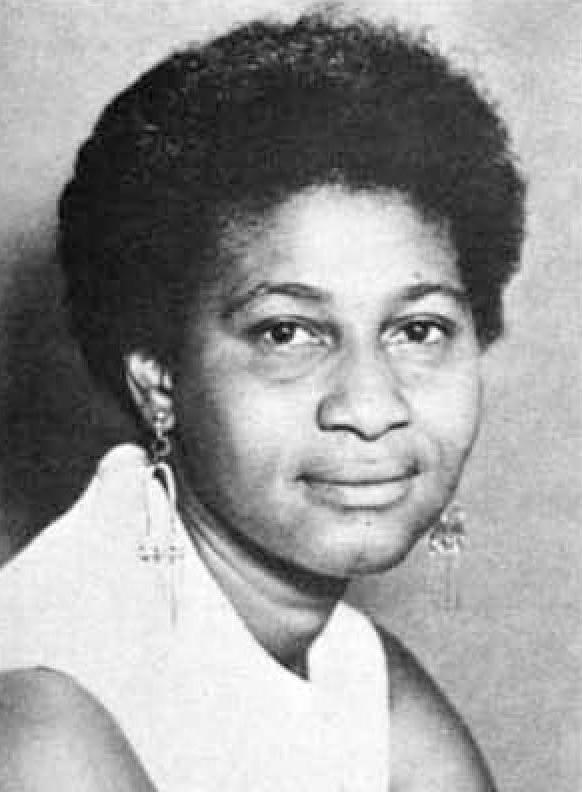
Charlene Mitchell

Charlene Mitchell, geboren als Charlene Alexander (Cincinnati , 8 juni 1930 - New York, 14 december 2022) was een Amerikaanse internationaal socialiste, feministe, activiste voor arbeiders- en burgerrechten. In 1968 werd ze de eerste zwarte vrouwelijke kandidaat voor het presidentschap van de Verenigde Staten.
In de jaren 70 nam ze het voortouw in de verdediging van Angela Davis, richtte ze de National Alliance Against Racist and Political Repression op, voerde ze campagne voor de verdediging van Joan Little en de Tien van Wilmington, en richtte ze haar activisme op anti-apartheidsinitiatieven.
Mitchell sloot zich op 16-jarige leeftijd aan bij de Communist Party USA (CPUSA) en wordt beschouwd als een van de meest invloedrijke leiders van de partij in de late jaren 50 en de jaren 60. Na haar vertrek uit de partij werd ze in de jaren 90 leider van de Committees of Correspondence for Democracy and Socialism (CCDS).
Ze was twee keer getrouwd en heeft een kind.